# Nilmário Miranda
Nilmário Miranda (Teófilo Otoni, 1947. augusztus 11. –) brazil politikus.

## Élete
Luiz Inácio Lula da Silva kormányában két és fél évig emberi jogi államtitkár volt. 2002-ben és 2006-ban is indult Minas Gerais állam kormányzói posztjáért, de mindkétszer alulmaradt Aécio Nevessel szemben.